# Justus Hermann Vultejus
Justus Hermann Vultejus (* 18. Januar 1654 in Kassel; † 2. Oktober 1726 ebenda) war ein deutscher Jurist und Kanzler in Hessen-Kassel.

## Familie
Justus Hermann Vultejus entstammte der hessischen Juristen- und Diplomatenfamilie Vultejus und war ein Sohn des hessischen Kanzlers Johannes Vultejus und dessen Gemahlin Elisabeth geb. Tossanus (1614–1691), Tochter des Predigers Paul Tossanus (1572–1632). Sein Bruder Wilhelm wurde Geheimer Rat und Gesandter des Landgrafen. Seine Schwester Maria Christina (1644–1668) war mit Johann Joachim d’Orville (1633–1688), Hessen-Kasselischer Komitialgesandter, verheiratet. Catharina Ursula (1652–1726), die andere Schwester, heiratete Johann Christoph Scheffer (1642–1695), Hessen-Kasselischer Regierungsrat.
Am 10. Februar 1701 heiratete Justus Hermann in Kassel Catharina Elisabeth Motz (1679–1762), Tochter des Hessen-Kasselischen Vizekanzlers Justin Eckhard Motz (Sohn des hessischen Kriegsrats Johann Christian Motz) und der Marie Elisabeth geb. Badenhausen. Aus der Ehe gingen die Kinder Justin Eckhard (1701–1759, kurpfälzischer, dann Hessen-Kasselischer Hofgerichtsrat, Burgmann der Stadt Lübbecke), Hermann (* 1702), Wilhelm (* 1703) und Hermann Heinrich (* 1706) hervor.

## Wirken
Justus Hermann absolvierte ein Studium der Rechtswissenschaften an der Friedrich-Schiller-Universität Jena, der Universität Leiden und der Ruprecht-Karls-Universität Heidelberg, wo er 1681 zum Dr. jur. promovierte. Voraussetzung zur Erlangung des akademischen Grades war ein akademisches Streitgespräch. Dies führte er mit dem Rechtsgelehrten Heinrich Coccejus.
Nach Tätigkeiten als Hessen-Kasselischer Rat in den Kanzleien in Rinteln und Hersfeld wurde er im Dezember 1697 Regierungsrat in Kassel und stieg im Februar 1709 zum Vizekanzler auf. Er wurde im Juli 1719 Kanzler der landgräflichen Regierung und blieb bis zu seinem Tod in diesem Amt.
Bei der Eröffnung des Collegiums Carolinum in Kassel am 2. November 1709 hielt Justus Hermann zur Einweihung im Beisein des Landgrafen, der Minister, des Hofs und der Räte die Festrede.